# エールフランス117便墜落事故
エールフランス117便墜落事故は、1962年6月22日にグアドループのポワンタピートルで発生した航空事故である。パリからサンチアゴへ向かっていたエールフランス117便（ボーイング707-328A）が着陸進入中に空港から25km地点に墜落し、乗員乗客113人全員が死亡した。当時、ボーイング707で発生した航空事故としては2番目に死者数の多い事故だった。また、グアドループで発生した航空事故としては2020年現在でも最悪の事故となっている。

## 飛行の詳細

### 事故機
事故機のボーイング707-328A（F-BHST）は1962年に製造番号18247/274として製造され、同年2月23日に初飛行を行った。エールフランスには3月9日に納入され、Chateau de Chantillyという愛称が付けられた。総飛行時間は963時間で、事故の前週に点検を受けていた。搭載されていたエンジンはプラット・アンド・ホイットニーのJT4Aだった。また、事故当時の総飛行時間は963時間だった。

### 乗員
117便には乗員10人と乗客103人が搭乗していた。乗員10人のうち、コックピットクルーは4人で残りの6人は客室乗務員だった。
機長は42歳の男性で、エールフランスでも最も飛行経験が豊富なパイロットの1人だった。機長は第二次世界大戦で戦闘機パイロットとして活躍し勲章を受賞しており、エールフランスには1946年に入社した。総飛行時間は15,000時間以上で、ボーイング707では1,800時間の経験があった。また、フランス大統領機のパイロットを数度務めた経験もあった。その他のコックピットクルーは32歳の副操縦士と34歳のナビゲーター、51歳の航空機関士だった。

## 事故の経緯
117便は深夜にパリ＝オルリー空港を離陸した。経由地のリスボンでは数人が降機し、8人が搭乗した。
事故当日、グアドループの天候は悪く、雷雨で視程は10km程だった。最初にポワンタピートル国際空港へ着陸進入を行ったとき、着陸装置に問題が発生したため、117便は着陸復航を行った。パイロットは左に旋回し再び着陸進入を開始した。管制官との最後の交信はNDBを5,000フィート (1,500 m)で通過したというパイロットからの報告だった。2度目の進入中、雷雨により機体に搭載されたADFが誤表示を起こし始めた。そのためパイロットはグライドスロープに乗ったと認識し、機体の位置を見誤った。現地時間4時03分頃、117便は滑走路から25km離れた標高1,400フィート (430 m)の丘に激突した。

## 事故原因
詳細な事故原因は不明である。事故時は雷雨であったが、ボーイング707の運航には支障をきたさないものだった。
事故の犠牲者にはフランス領ギアナの政治家であるジャスティン・カタイエと詩人のポール・ニジェールが含まれていた。そのため、117便が破壊工作により墜落したとの憶測が流れた。
事故当時、ポワンタピートル国際空港にはILSは装備されておらず、VORも作動していなかったためNDBでの進入しか行えなかった。雷雨により無線コンパスが誤った情報を表示してしまい、117便は正しい飛行経路からおよそ15kmほど逸脱した。
墜落の推定原因としてVORが作動していなかったことや不十分な気象情報、無線コンパスが誤った情報を示したことなどが挙げられた。

## 事故後
2002年、墜落現場付近に追悼碑が建てられた。また、現場には至る道は「Route du Boeing」と名付けられた。
2020年6月現在もエールフランスは117便という便名を使用しているが、運航区間はパリ-上海に変更された。